# Mortka
Mortka (in russo Мортка?) è un insediamento di tipo urbano della Russia siberiana occidentale situato nel distretto Kondinskij del Circondario Autonomo degli Chanty-Mansi.
Si trova a 6 chilometri dal fiume Mortka (affluente della Kuma), a sud di Meždurečenskij, centro amministrativo del distretto.